# Милица Вуклиш
Милица Вуклиш (Београд, 18. јун 1993) је српска манекенка која је проглашена за Мис Србије за 2013/2014. године  и представљала је Србију на избору за Мис света 2014. у Лондону. На Мис света 2014. освојила је 4. место на спортском и фитнес догађају.
Студирала је грађевину, а у слободно време бавила се иконописом. Након титуле Мис Србије, играла је младу партизанку у другом делу серијала „Драмска трилогија 1941-1945.” Радоша Бајића. Тренутно је водитељка на Хајп ТВ-у.